# Batalha de Cresili
A Batalha de Cresili (Khresili) foi travada em 1757, entre os exércitos do Reino de Imerícia e o Império Otomano. O rei Salomão I de Imerícia derrotou o exército turco. A batalha ocorreu em 14 de dezembro de 1757.
No século XVII, o oeste da Geórgia foi um vassalo do Império Otomano. Guarnições otomanas foram enviadas para as fortalezas de Tsutskvati, Poti e Shorapani. 12.000 escravos eram vendidos no Império Otomano todos os anos só de Mengrélia.

## Ramificações estratégicas
A importância da batalha de Cresili é muitas vezes mal compreendida e muito subestimada. A vitória decisiva da Geórgia acabou com a influência turca na Geórgia Ocidental